# Курило Кость Миколайович
Курило Кость Миколайович (17 липня 1888, с. Гремячі, Попівської волості Миргородського повіту Полтавської губернії — †?) — начальник штабу 1-го Сірого полку 1-ї Сірої дивізії, старшина Армії УНР.

## Біографія
Народився 17 липня 1888 року в козацькій родині у с. Гремячі Попівської волості Миргородського повіту Полтавської губернії. 1908 року закінчив реальну школу в м. Ромни. Навчався в Лісовому інституті в Петербурзі, але був звільнений за участь в революційному русі. Після відбуття року військової служби продовжив навчання на 2-му курсі Новоолександрійського інституту сільського господарства і лісоводства. На початку Першої світової війни мобілізований як прапорщик резерву. Потрапив до австрійського полону. У терезинському і йозефівському таборах став просвітителем полонених українців.
Після поразки Армії УНР жив у Варшаві. Того ж року подав заяву до господарської академії, але з формальної причини його не прийняли — попри те, що студенти УГА Василь Прохода та Павло Дубрівний характеризували Курила, як людину, метою життя якої є «праця й лише праця — для Української національної справи». У листі до управи Академічної громади при УГА вони писали:

| В Польщі зараз перебуває емігрант сірожупанник Кость Курило, колишній студент 3-го курсу Олександрійського сільськогосподарського інституту, який скінчити перешкодила війна. 25-го цього липня Курило подав прохання про прийняття його до академії. Ми знаємо К.Курила ще з 1915 року як невтомного працьовника на полі національно-культурному, чесного, скромного, гарного товариша з чулою душею, що віддав майже усе своє життя для української національної справи. Зараз К.Курило має 35 років, і це може бути перешкодою для прийняття його до академії. Але з огляду на те, що Курило студіював рік у Петроградському лісовому інституті й 2 роки в Олександрійському сильсько-госп. інституті (ми це підтверджуєм) і що він прохається на 2-й курс, а по своїй працездатності буде в усіх випадках не гірше багатьох молодих, дуже прохаєм Хвальну Управу вжити якнайбільших заходів, аби К.Курило був прийнятий до Академії у виключному порядку. В.Прохода, П.Дубрівний і В.Задорожній(?). Подєбради 26.7.24[3] |